# 但他林
但他林（拉丁語：Dantalion），所羅門王72柱魔神中排第71位的魔神，位階公爵，統帥36個軍團。
沒有固定的外貌，但右手總是會拿著一本書。
能力是探知別人的隐私與思想，以及傳授給召喚者科學、藝術方面的資訊。

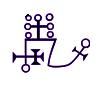
Dantalion's seal from the Lesser Key of Solomon

## 流行文化
- 在音樂遊戲Arcaea中，即有一首由Team Grmoire製作的原創曲《Dantalion》；該曲的Future譜面為全遊戲第一個購買後就可直接遊玩的10+譜面。